# Dragan Blatnjak
Dragan Blatnjak (ur. 1 sierpnia 1981 w Studenci) – piłkarz bośniacki grający na pozycji ofensywnego pomocnika.  Od 2013 roku jest zawodnikiem klubu NK Osijek.

## Kariera klubowa
Karierę piłkarską Blatnjak rozpoczął w klubie Brotnjo Čitluk. W 2000 roku zadebiutował w jego barwach w bośniackiej Premijer Lidze. W klubie tym grał przez półtora roku i na początku 2002 roku przeszedł do chorwackiego NK Zadar. 23 lutego tamtego roku zadebiutował w jego barwach w chorwackiej ekstraklasie w zremisowanym 0:0 domowym spotkaniu z Kamenem Ingrad. W Zadarze grał do zakończenia sezonu 2002/2003.
Latem 2003 roku Blatnjak przeszedł z Zadaru do Hajduka Split. W nim po raz pierwszy wystąpił 26 lipca 2003 w spotkaniu z NK Zagreb, wygranym przez Hajduka 2:0. W debiucie zdobył gola. W 2004 i 2005 roku dwukrotnie z rzędu zdobył z Hajdukiem mistrzostwo Chorwacji. Z kolei w sezonie 2006/2007 został z nim wicemistrzem kraju. W Hajduku grał do końca 2006 roku.
W 2007 roku Blatnjak odszedł z Hajduka do FK Chimki. W rosyjskiej Premier Lidze zadebiutował 10 marca 2007 w przegranym 0:1 wyjazdowym spotkaniu z Krylją Sowietow Samara. W 2009 roku spadł z Chimki do Pierwszej Dywizji i po degradacji klubu przeszedł do FK Rostów. W swój debiut zanotował 28 marca 2010 w meczu z Saturnem Ramienskoje (1:0).
Latem 2013 roku Blatnjak wrócił do Chorwacji i został zawodnikiem NK Osijek.
| Sezon     | Klub           | Kraj                 | Rozgrywki     | Mecze | Bramki |
| --------- | -------------- | -------------------- | ------------- | ----- | ------ |
| 2000/2001 | Brotnjo Čitluk | Bośnia i Hercegowina | Premijer Liga | ?     | ?      |
| 2001/2002 | Brotnjo Čitluk | Bośnia i Hercegowina | Premijer Liga | ?     | ?      |
| 2001/2002 | NK Zadar       | Chorwacja            | Prva HNL      | 10    | 4      |
| 2002/2003 | NK Zadar       | Chorwacja            | Prva HNL      | 27    | 8      |
| 2003/2004 | Hajduk Split   | Chorwacja            | Prva HNL      | 27    | 3      |
| 2004/2005 | Hajduk Split   | Chorwacja            | Prva HNL      | 27    | 9      |
| 2005/2006 | Hajduk Split   | Chorwacja            | Prva HNL      | 21    | 3      |
| 2006/2007 | Hajduk Split   | Chorwacja            | Prva HNL      | 15    | 2      |
| 2007      | FK Chimki      | Rosja                | Priemjer-Liga | 28    | 2      |
| 2008      | FK Chimki      | Rosja                | Priemjer-Liga | 22    | 4      |
| 2009      | FK Chimki      | Rosja                | Priemjer-Liga | 24    | 1      |
| 2010      | FK Rostów      | Rosja                | Priemjer-Liga | 23    | 1      |
| 2011/2012 | FK Rostów      | Rosja                | Priemjer-Liga | 19    | 3      |
| 2012/2013 | FK Rostów      | Rosja                | Priemjer-Liga | 15    | 2      |
| 2013/2014 | NK Osijek      | Chorwacja            | Prva HNL      |       |        |

## Kariera reprezentacyjna
W reprezentacji Bośni i Hercegowiny Blatnjak zadebiutował w 2002 roku. W barwach kadry narodowej grał m.in. w eliminacjach do Mistrzostw Europy 2004, Mistrzostw Świata 2006 i Mistrzostw Europy 2008. Od 2007 roku znajduje się poza drużyną narodową.